# Aeromarine AM-1
El Aeromarine AM-1 fue un biplano construido para cubrir un requerimiento del Servicio de Correo Aéreo de los Estados Unidos, por un transporte nocturno.

## Diseño y desarrollo
El AM-1 fue completado a los 122 días desde que se anunció un requerimiento de 1924, por un avión de correos nocturno capaz de transportar 136 kg (300 libras) de carga (correo). El concurso se perdió contra Douglas.
El AM-1 era un biplano con tren de aterrizaje convencional, y presentaba un fuselaje enteramente metálico con un espesor del recubrimiento de 8,13 mm. El motor estaba totalmente encapsulado, con los tubos de escape alargados hasta detrás del piloto. El motor refrigerado por agua usaba un radiador montado centralmente, dispuesto sobre el ala superior para mejorar la visibilidad. Dos depósitos de combustible aerodinámicos se asentaban en la parte superior de las alas. El ala superior era más grande que la inferior, usando ambas largueros de abeto. Las superficies de cola tenían estructura de aluminio con recubrimiento de tela. Muchos componentes eran comunes con el diseño del hidrocanoa Aeromarine AMC.

## Variantes
Aeromarine AM-1
Versión básica, uno construido.
Aeromarine AM-2
Un leve rediseño para favorecer el movimiento del morro hacia abajo con el motor apagado, y reducir la resistencia. La aeronave era igual que el AM-1, excepto por el radiador, que estaba reubicado bajo el fuselaje, uno construido.
Aeromarine AM-3
Radiador movido delante del motor, y los depósitos alares, al fuselaje; probado con un motor de 350 hp, considerado de rendimiento decepcionante, uno construido.

## Especificaciones (Aeromarine AM-1)
Referencia datos: Skyways

### Características generales
- Tripulación: Uno (piloto)
- Longitud: 10,1 m
- Envergadura: 15,2 m
- Altura: 3,9 m
- Superficie alar: 50,3 m²
- Peso vacío: 1304,1 kg
- Peso útil: 2018,5 kg
- Planta motriz: 1× motor lineal V12 refrigerado por agua Liberty L-12.
  - Potencia: 298,3 kW (400 hp)
- Hélices: Bipala
- Diámetro de la hélice: 2,9 m

### Rendimiento
- Velocidad nunca excedida (Vne): 185,1 km/h
- Velocidad de entrada en pérdida (Vs): 72,4 km/h
- Alcance: 3 h
- Techo de vuelo: 5181,6 m (17 000 pies)
- Régimen de ascenso: 40 m/s (800 pies/min)
- Carga alar: 40,12 kg/m²

## Aeronaves relacionadas

### Aeronaves similares
- Curtiss Carrier Pigeon

### Secuencias de designación
- Secuencia Alfanumérica (interna de Aeromarine): AM-1 - AM-2 - AM-3 - AMC - AS - BM-1 →